# Hemistola cinctigutta
Hemistola cinctigutta là một loài bướm đêm trong họ Geometridae.